# Diacodexis
Diacodexis é um género de mamífero extinto. Considerados os exemplares mais antigos de Artiodactyla (mamíferos ungulados).
Possuía 50 centímetros de comprimento. Tal como sugerido pelas suas pernas longas, acredita-se que os Diacodexis tenham sido grandes corredores e capazes de saltar relativamente longe.[carece de fontes?]

## Espécies
- †D. antunesi[2]
- †D. gracilis
- †D. ilicis
- †D. kelleyi
- †D. metsiacus
- †D. minutus
- †D. pakistanensis
- †D. primus
- †D. secans
- †D. woltonensis
- ?†D. absarokae